# Nadmorski Park Krajobrazowy

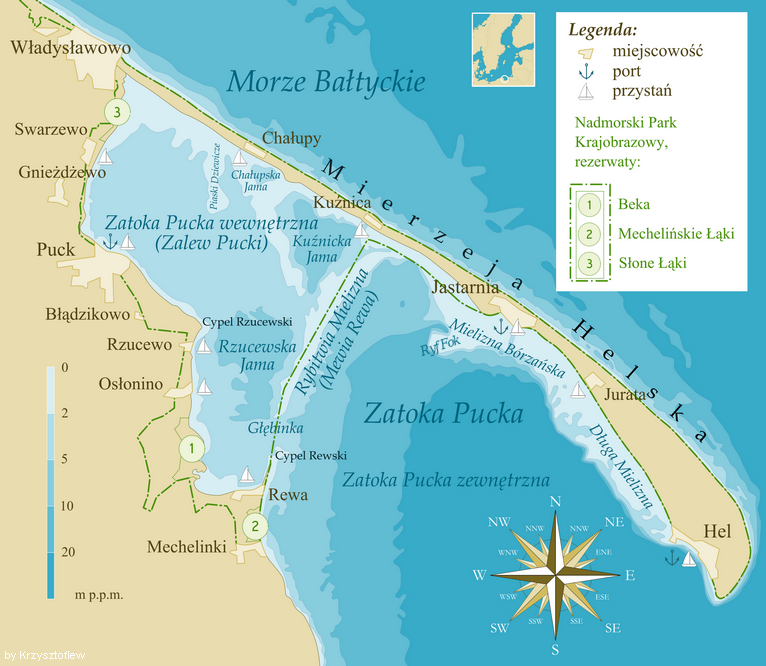
Wschodnia część parku obejmuje m.in. wody Zatoki Puckiej wewnętrznej oraz Mierzeję Helską

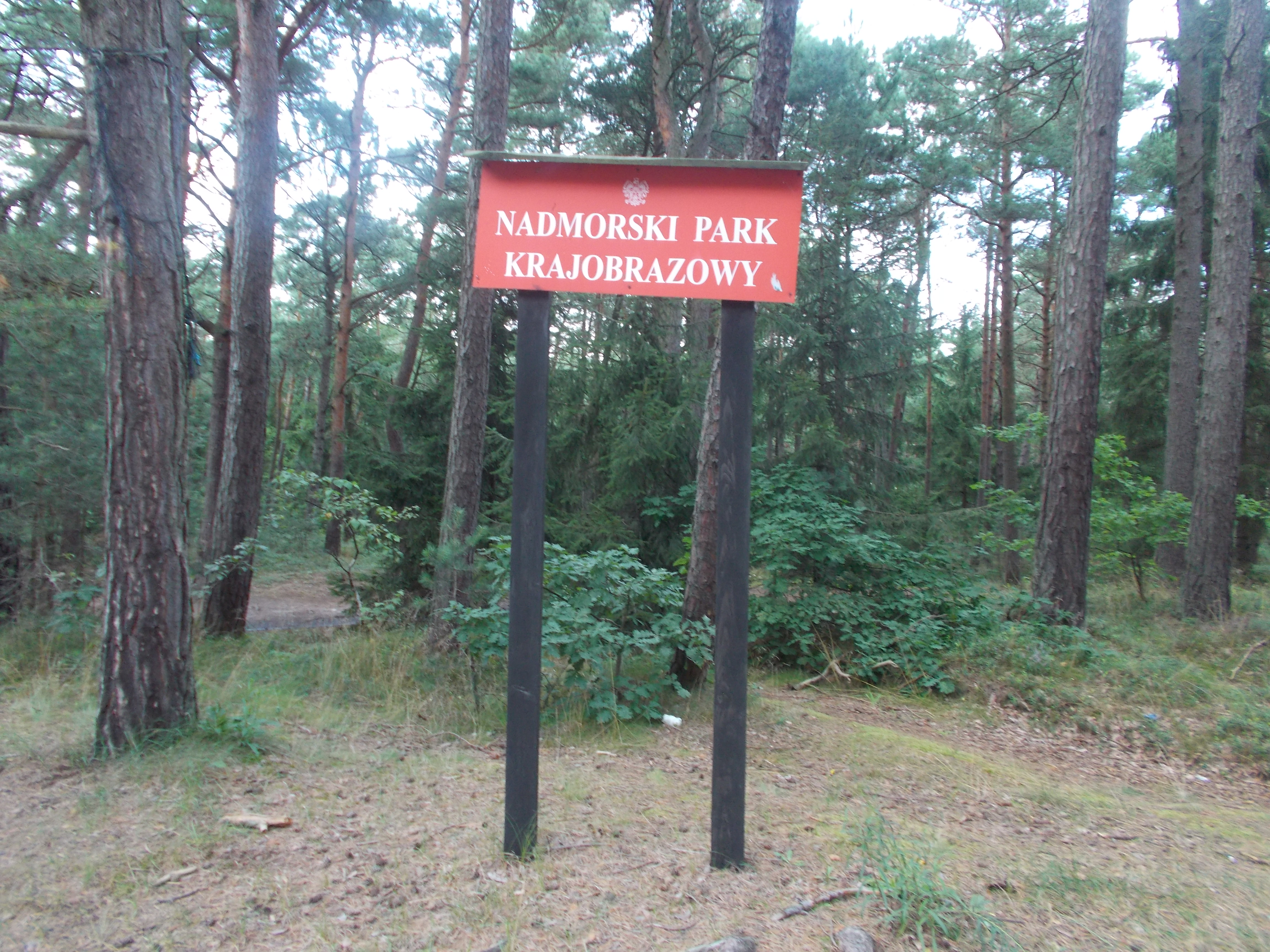
Tablica w okolicy Ostrowa

Nadmorski Park Krajobrazowy (kaszb. Nadmòrsczi Park Krajòbrazny) – park krajobrazowy położony w północnej Polsce, utworzony w 1978 roku.
Obejmuje pas wybrzeża od Białogóry po Mierzeję Helską, Zatokę Pucką i jej zachodnie wybrzeże.
Powierzchnia parku wynosi 188,04 km², natomiast jego otulina zajmuje 175,40 km².
W Nadmorskim Parku Krajobrazowym występują wszystkie typy wybrzeża charakterystyczne dla południowego Bałtyku. Charakterystycznym elementem są tu torfowiska, w tym najbardziej wysunięte na wschód torfowiska wysokie typu atlantyckiego. Prawie połowa parku jest porośnięta lasem, w szczególności sosnowym. Na przylądku Rozewie znajduje się rezerwat buków.
Fauna to ptaki takie jak mewy, myszołowy, bataliony. W przybrzeżnych wodach bogactwo glonów, skorupiaków oraz mięczaków. Występuje tu również wiele gatunków ryb: ciernik, płoć, okoń, węgorz. Zatoka Pucka jest akwenem dla foki szarej. Można ją również oglądać w helskim fokarium.

## Ochrona przyrody

### Rezerwaty przyrody na obszarze Parku
- Beka
- Białogóra
- Dolina Chłapowska
- Helskie Wydmy
- Mechelińskie Łąki
- Piaśnickie Łąki
- Przylądek Rozewski
- Słone Łąki
- Widowo

### Rezerwaty przyrody na obszarze otuliny Parku
- Babnica
- Bielawa (w 2005 roku przyłączono do niego rezerwaty Moroszka Bielawskiego Błota i Woskownica Bielawskiego Błota)
- Długosz Królewski w Wierzchucinie
- Zielone

### Pomniki przyrody
- Dwunastu Apostołów

## Galeria

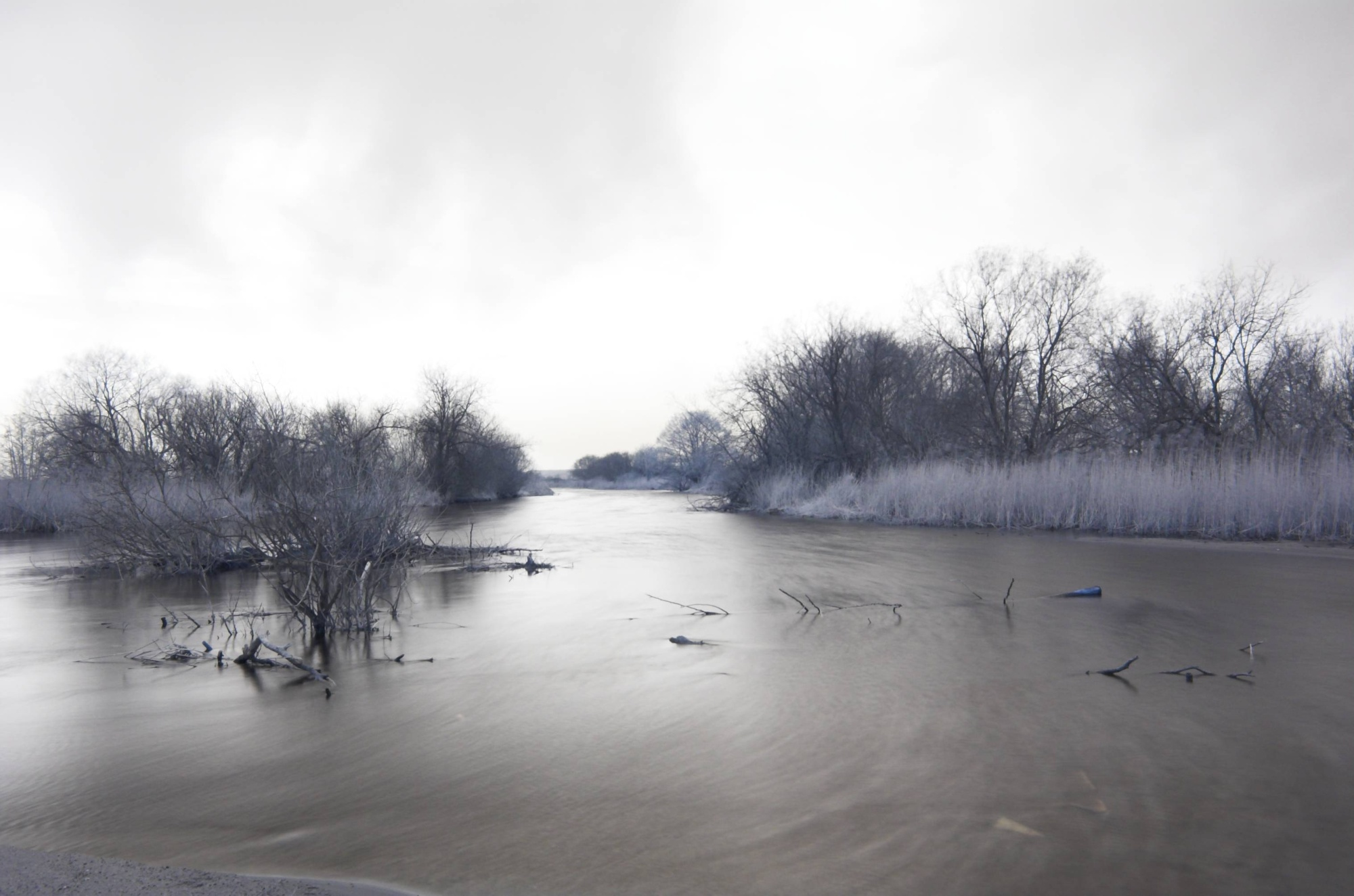
Ujście Redy do Zatoki Puckiej
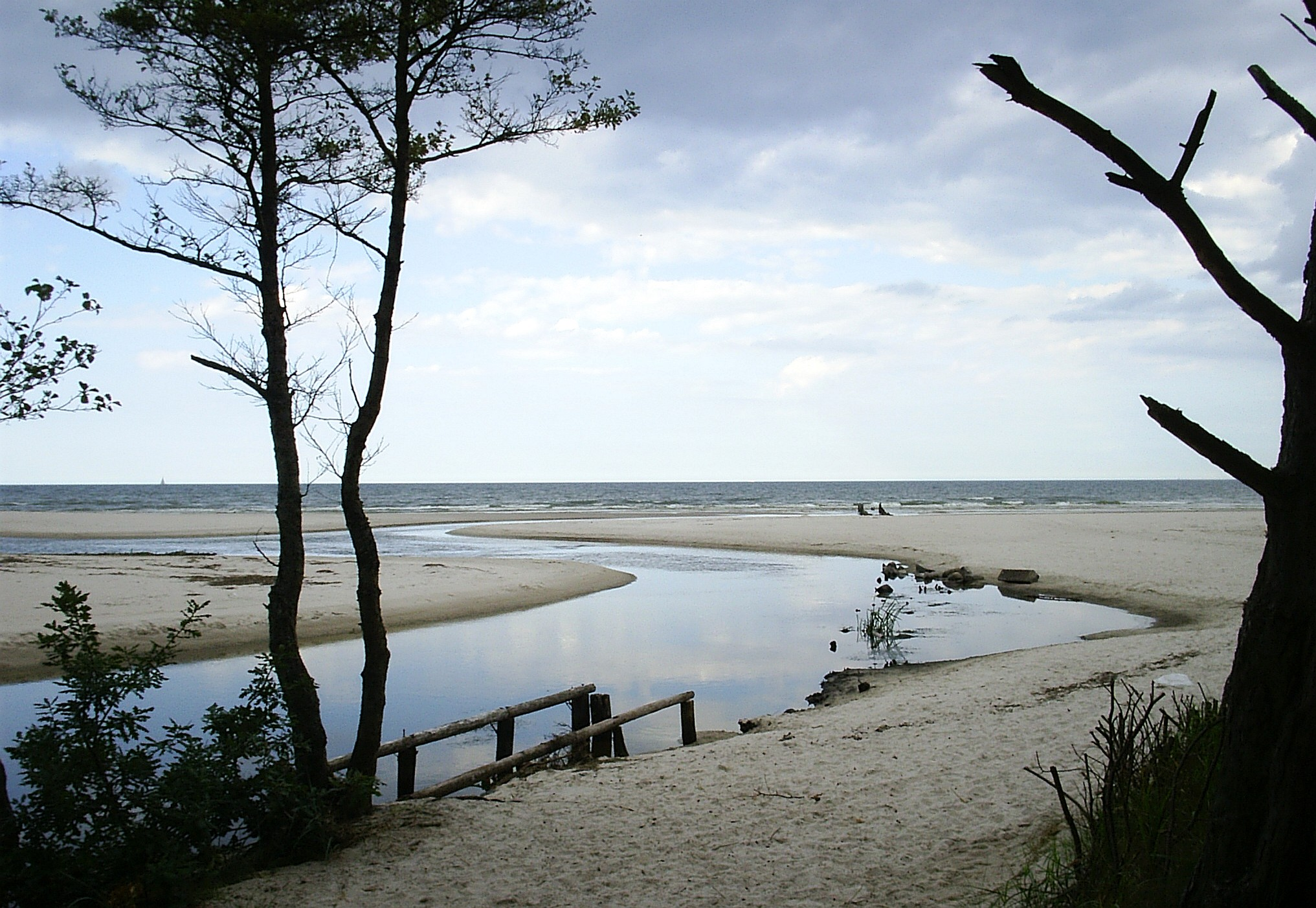
Ujście Piaśnicy
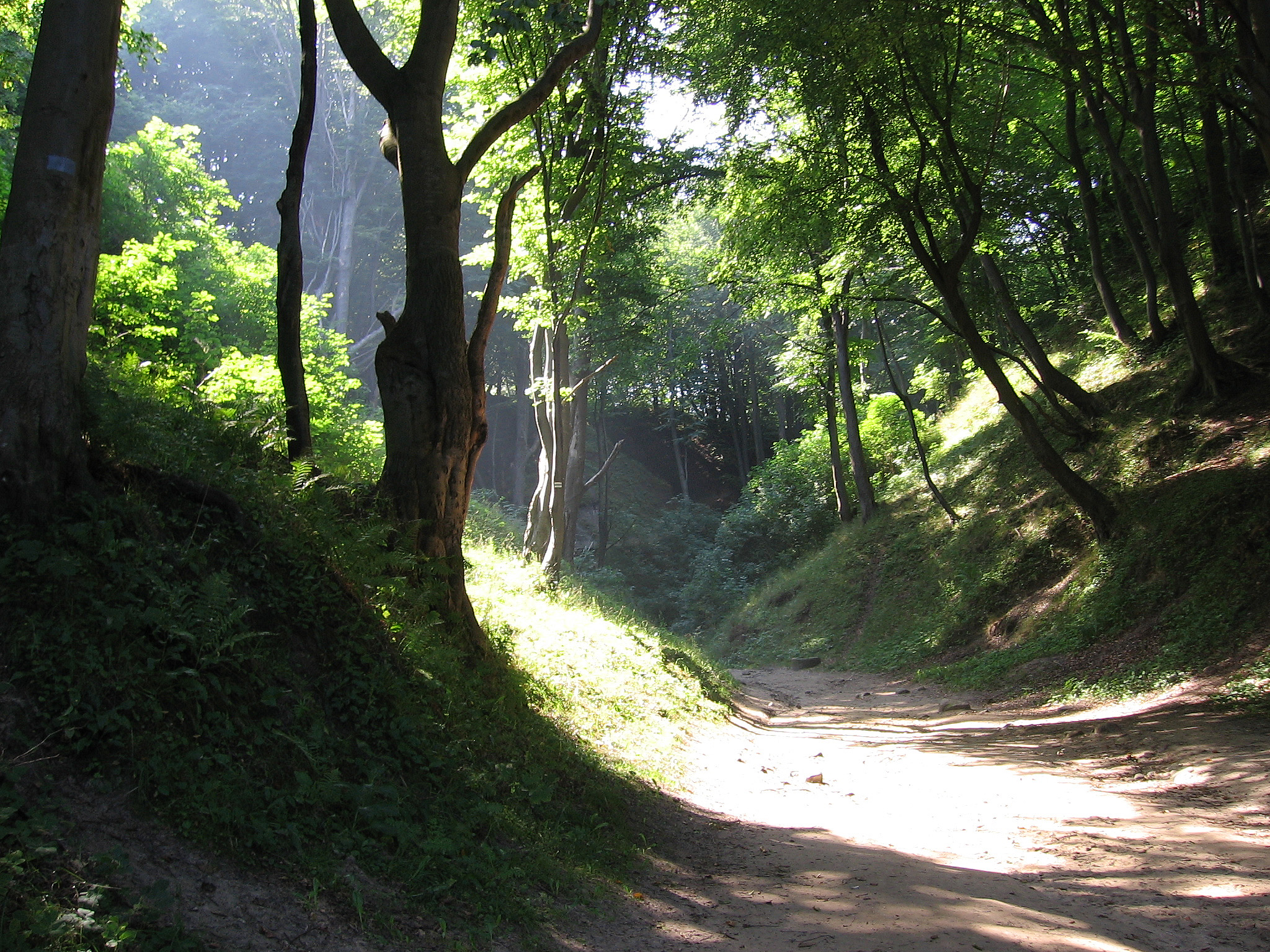
Lisi Jar
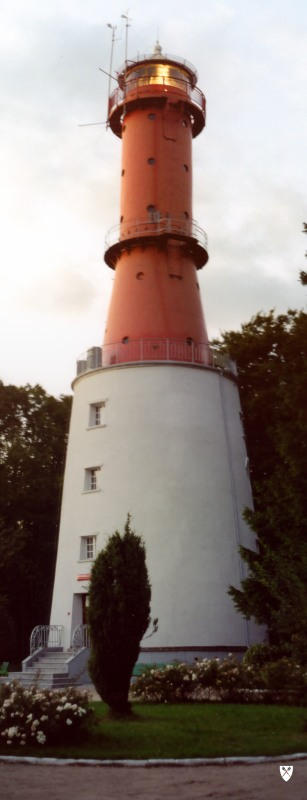
Latarnia Morska Rozewie

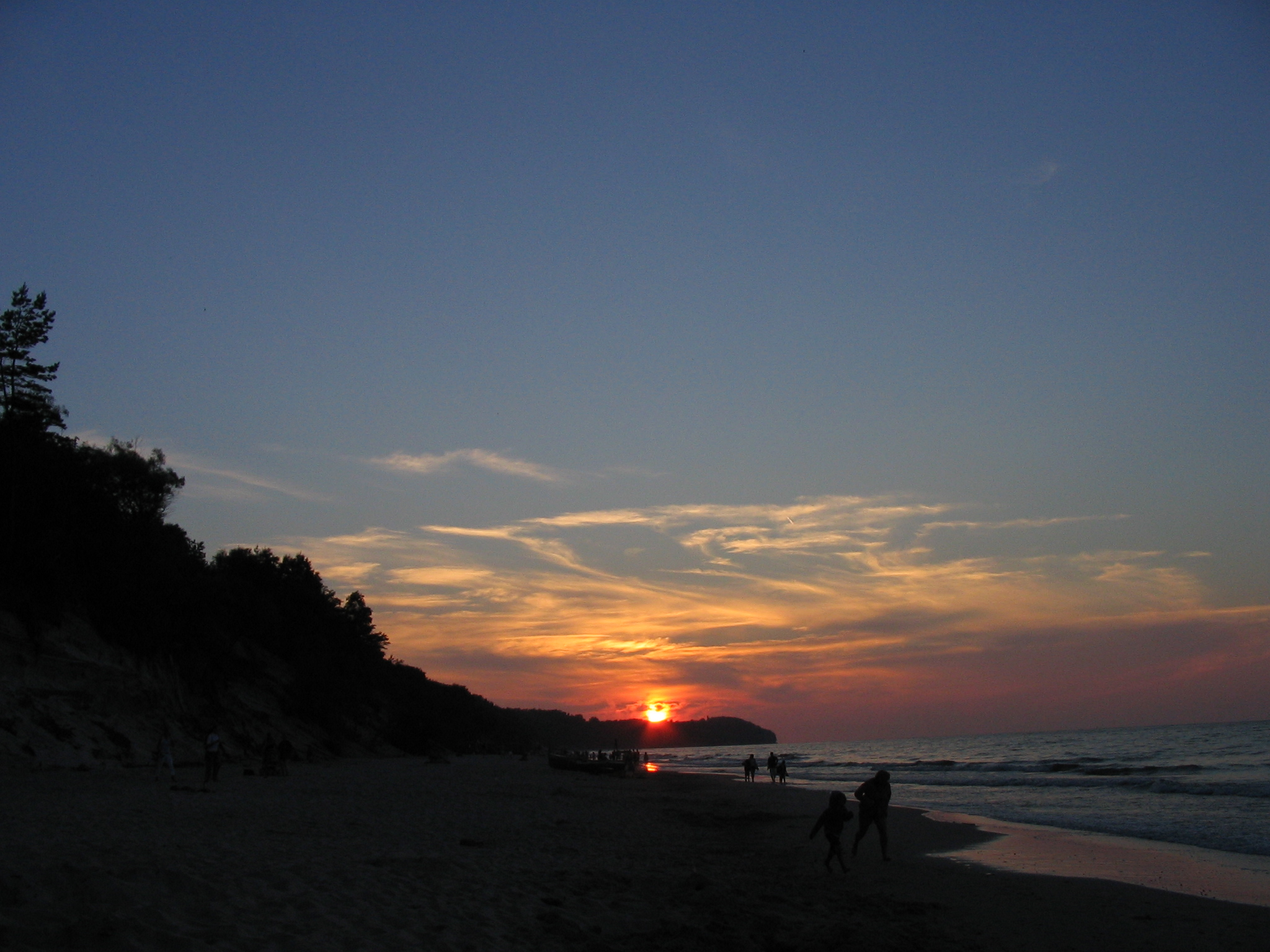
Przyladek Rozewie
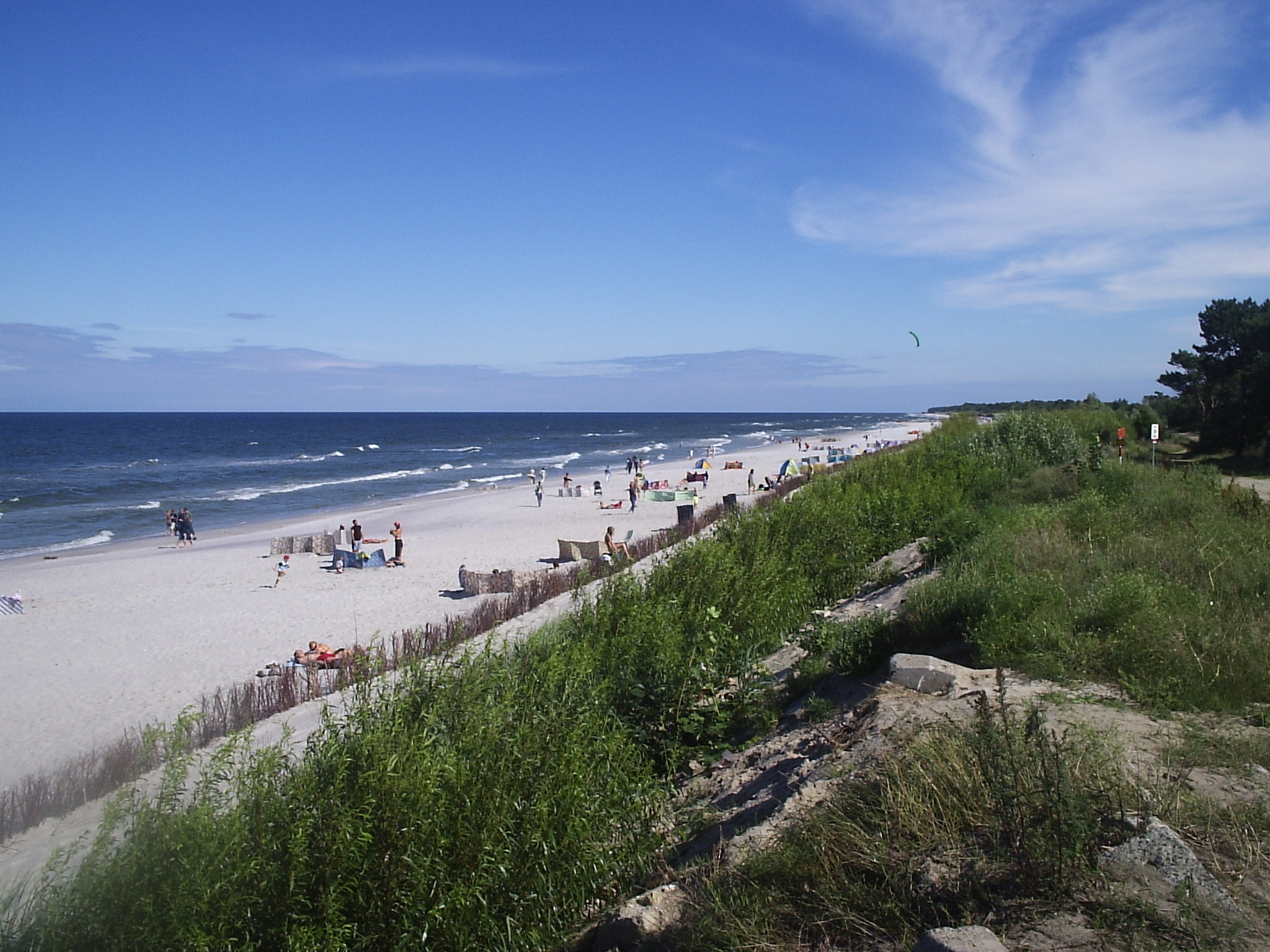
Plaża w Kuźnicy
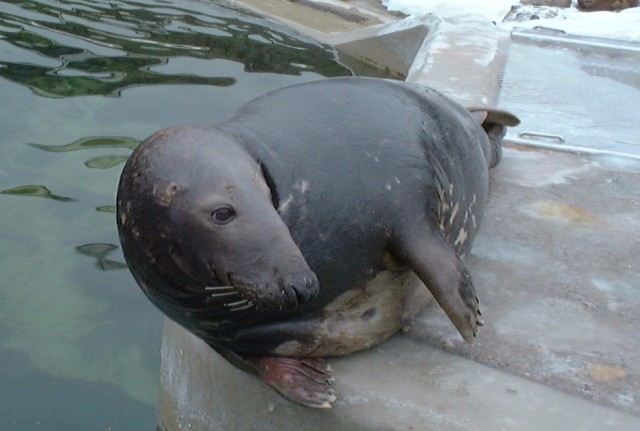
Foka w helskim fokarium
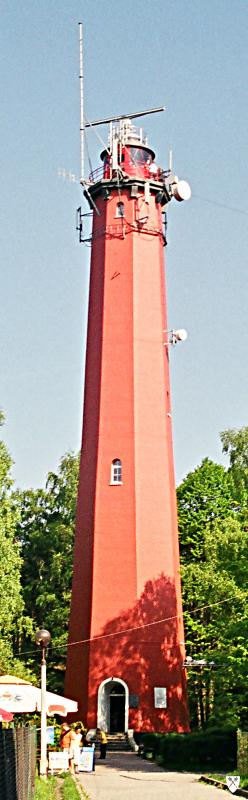
Latarnia Morska Hel